# توريميات
توريميات أو زنبوريات صقرية أو عائلة كاليموميدي أو فصيلة توريميدي (الاسم العلمي Torymidae)، فصيلة حشرات زنبورية أنواعها معدنية جذابة. أنواعها 960 ضمن 70 جنسًا، منتشرة في كافة أنحاء العالم. وأكثرها طفيلي يتطفل على الحشرات وبعضها نباتي.

## روابط خارجية
- قالب:روابط شقيقة مضمن
- Universal Chalcidoidea Database
- Bug Guide
- Torymidae at Waspweb
- Family description and images
- OzAnimals - Mantis Parasitic Wasp
- Megastigmus transvaalensis, Brazilian peppertree seed chalcid on the جامعة فلوريدا / IFAS Featured Creatures Web site